# Glenea plagicollis
Glenea plagicollis är en skalbaggsart som beskrevs av Aurivillius 1925. Glenea plagicollis ingår i släktet Glenea och familjen långhorningar. Inga underarter finns listade i Catalogue of Life.